# Jacob van Moppes
Jacob van Moppes (* 18. August 1876 in Amsterdam; † 26. März 1943 im Vernichtungslager Sobibor) war ein niederländischer Ringer.
Jacob van Moppes war von Beruf Fleischer und kam durch seinen Beruf viel mit Kraftsportlern in Kontakt, wodurch er selbst Interesse an diesem Sport bekam. Er ließ kaum einen Kampf aus, ob als Teilnehmer, Trainer oder Funktionär. 1908 startete er bei den Olympischen Spielen in London im griechisch-römischen Stil, Gewichtsklasse Leichtgewicht (bis 66 Kilogramm). Er schied in der ersten Runde aus.
1903 war van Moppes Mitbegründer des Nederlandse Krachtsport Bond (NKB), drei Jahre lang Mitglied im Vorstand und bis 1925 Vorsitzender des Distrikts Amsterdam und Umgebung des NKB. Nahezu 50 Jahre lang war er zudem Vorsitzender der Amsterdamse Krachtsportvereniging KDO (Kracht door Oefening, dt.= Kraft durch Training). 1940 setzte er sich nach der Bombardierung Rotterdams dafür ein, dass die dortigen Kraftsportler, die ihre Häuser verloren hatten, unterstützt wurden.
Am 26. März 1943 wurde Jacob van Moppes, der jüdischer Herkunft war, zusammen mit seiner Frau Sissy im Vernichtungslager Sobibor ermordet.